# Filip Rindler
Filip Rindler (ur. 15 sierpnia 1984) – austriacki matematyk, od 2020 profesor University of Warwick. W pracy naukowej zajmuje się równaniami różniczkowymi cząstkowymi, geometryczną teorią miary i rachunkiem wariacyjnym.

## Życiorys
W latach 2004–2008 studiował na Uniwersytecie Technicznym w Berlinie. Stopień doktora uzyskał w 2011 na Uniwersytecie Oksfordzkim, promotorem doktoratu był Jan Kristensen. Karierę zawodową rozpoczął na University of Cambridge, po czym w 2013 związał się z University of Warwick, gdzie od 2020 jest profesorem. W latach 2016–2021 pracował też w Instytucie Alana Turinga.
Swoje prace publikowała m.in. w „Archive for Rational Mechanics and Analysis”, „Communications on Pure and Applied Mathematics”, „Geometric and Functional Analysis. GAFA” i „Annals of Mathematics”.
Laureat Whitehead Prize z 2018 roku. W 2017 zdobył prestiżowy ERC Starting Grant, a w 2019 był wyróżnionym prelegentem (keynote speaker) na konferencji Dynamics, Equations and Applications (DEA 2019).